# Мартирано-Ломбардо
Мартирано-Ломбардо (итал. Martirano Lombardo) — коммуна в Италии, располагается в регионе Калабрия, подчиняется административному центру Катандзаро.
Население составляет 1402 человека (на 2001 г.), плотность населения составляет 70,81 чел./км². Занимает площадь 19 км². Почтовый индекс — 88040. Телефонный код — 0968.
Покровительницей коммуны почитается Пресвятая Богородица, празднование 16 июля, а также Don Giovanni, праздник ежегодно празднуется 31 января.